# Bernadette Lafont

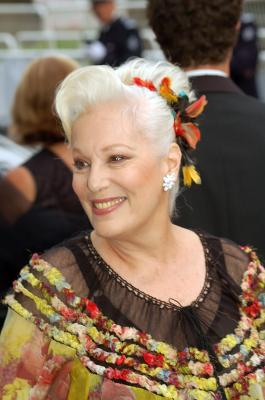
Bernadette Lafont

Bernadette Lafont (n. 28 octombrie 1938, Nîmes, Franța – d. 25 iulie 2013, Nîmes, Franța) a fost o actriță franceză de teatru și film. Din anii 1950 ea a jucat diferite roluri în peste 170 de filme și seriale TV.

## Biografie
Cariera ei a început-o ca dansatoare, pe urmă este descoperită ca actriță de film, cele mai multe filme în care a jucat au fost regizate de Francois Truffaut și Claude Chabrol. Lafont debutează în anul 1958 cu filmul Les Mistons unde a jucat alături de soțul ei Gerard Blain. După o căsnicie scurtă, mai târziu se căsătorește cu sculptorul maghiar Diourka Medveczky, cu care are o fiică și un fiu. Fiica ei Pauline moare în 1988 într-un accident montan. Actrița moare la data de  25 iulie 2013 într-un spital din localitatea ei natală, Nîmes.

## Filmografie
- 1958 Frumosul Serge (Le Beau Serge), regia Claude Chabrol : Marie
- 1958 La Tour, prends garde !, regia Georges Lampin
- 1958 Les Jeunes Maris (Giovanni mariti), regia Mauro Bolognini
- 1959 Bal de nuit, regia Maurice Cloche : Nicole
- 1959 O dată și încă o dată (À double tour), regia Claude Chabrol : Julie, la servante

- 1960 L'Eau à la bouche, regia Jacques Doniol-Valcroze : Prudence
- 1960 Femeiuștile (Les Bonnes Femmes), regia Claude Chabrol : Jane
- 1960 Les Mordus, regia René Jolivet : Mado
- 1961 Les Godelureaux, regia Claude Chabrol : Ambroisine
- 1961 Să-mi faceți una ca asta! (Me faire ça à moi), regia Pierre Grimblat : Annie
- 1962 Une grosse tête, ou La guerre des Karts, regia Claude de Givray
- 1962 Un clair de lune à Maubeuge, regia Jean Chérasse : Charlotte
- 1962 Et Satan conduit le bal, regia Grisha Dabat : Isabelle
- 1962 Jusqu'à plus soif, regia Maurice Labro : Solange
- 1962 Tire-au-flanc 62, regia Claude de Givray : Bernadette
- 1963 Les Femmes d'abord, ou Dynamite girl, regia Raoul André : Miss Jujube
- 1964 Vânătoarea de bărbați (La Chasse à l'homme), regia Édouard Molinaro : Denise
- 1965 Compartimentul ucigașilor (Compartiment tueurs), regia Costa-Gavras : La sœur de Georgette
- 1965 Les Bons Vivants, ou Un grand Seigneur, regia Georges Lautner (segmentul Les Bons Vivants) : Sophie
- 1965 Trageți în Stanislas! (Pleins feux sur Stanislas), regia Jean-Charles Dudrumet : Rosine Lenoble
- 1967 Un idiot la Paris (Un idiot à Paris), regia Serge Korber : Berthe
- 1967 Lamiel, regia Jean Aurel : Pauline
- 1967 Hoțul (Le Voleur), regia Louis Malle : Marguerite, servitoarea
- 1968 Le Révélateur, regia Philippe Garrel : mama
- 1968 Les Idoles, regia Marc'O : Sœur Hilarité
- 1969 Paul, regia Diourka Medveczky : Marianne
- 1969 je, tu, elles..., regia Peter Foldes
- 1969 La Fiancée du pirate, regia Nelly Kaplan : Marie
- 1969 Le Voleur de crimes, regia Nadine Trintignant : La logeuse

- 1970 Sex Power, ou L'Homme de cœur, regia Henry Chapier : Salomé
- 1970 Piège, regia Jacques Baratier
- 1970 Élise ou la Vraie Vie, regia Michel Drach : Anna
- 1970 Caïn de nulle part, regia Daniel Daert : Marielle
- 1971 Les Stances à Sophie, regia Moshé Mizrahi : Céline
- 1971 Valparaiso, Valparaiso, regia Pascal Aubier : Edwarda
- 1971 Les Doigts croisés (To Catch a Spy), regia Dick Clement : Simone
- 1971 La Famille, regia Yvan Lagrange
- 1971 L'amour c'est gai, l'amour c'est triste, regia Jean-Daniel Pollet : Marie Annassian
- 1971 Out *1: noli me tangere (Out *1), regia Jacques Rivette și Suzanne Schiffman : Sarah
- 1972 Out *1: Spectre, regia Jacques Rivette : Sarah
- 1972 L'Œuf (de Félicien Marceau), regia Jean Herman : Rose
- 1972 O fată frumoasă ca mine (Une belle fille comme moi), regia François Truffaut : Camille Bliss
- 1972 What a Flash !, de Jean-Michel Barjol : propriul rol
- 1972 Trop jolies pour être honnêtes, sau Quatre Souris pour un hold-up, regia Richard Balducci : Bernadette
- 1973 La Ville bidon, ou La Décharge, regia Jacques Baratier : Fiona
- 1973 Les Gants blancs du diable, regia László Szabó : Bernadette, la starlette
- 1973 La Maman et la Putain, regia Jean Eustache : Marie
- 1973 Défense de savoir, regia Nadine Trintignant : Simone
- 1973 L'Histoire très bonne et très joyeuse de Colinot trousse-chemise, regia Nina Companeez : Rosemonde
- 1973 Elle plus elle, regia Peter Foldès
- 1974 Permettete, signora, che ami vostra figlia, regia Gian Luigi Polidoro : Sandra
- 1975 Zig-Zig, regia László Szabó : Pauline + les lyrics
- 1975 Un divorce heureux, de Henning Carlsen : Jacqueline, l'infirmière
- 1975 Vincent mit l'âne dans un pré (et s'en vint dans l'autre), regia Pierre Zucca - Jeanne Dogson
- 1976 Noroît, ou Le Bal de l'horreur, regia Jacques Rivette - Giulia
- 1976 L'Ordinateur des pompes funèbres, regia Gérard Pirès - Louise Delouette
- 1976 Un type comme moi ne devrait jamais mourir, regia Michel Vianey - Marthe
- 1976 Le Trouble-fesses, regia Raoul Foulon : Dany Lajoux
- 1978 Stranberg est là (Strauberg ist da), regia Mischa Gallé
- 1978 Violette Nozière, regia Claude Chabrol : La codétenue
- 1978 Chaussette surprise, regia Jean-François Davy : Bernadette
- 1978 La Tortue sur le dos, regia Luc Béraud : Camille
- 1979 Hoțul (Il ladrone), regia Pasquale Festa Campanile : Appula
- 1979 La Frisée aux lardons, regia Alain Jaspard : Micheline
- 1979 Nous maigrirons ensemble, regia Michel Vocoret : Corinne
- 1979 La Gueule de l'autre, regia Pierre Tchernia : Gisèle Brossard
- 1979 Arrête de ramer, t'attaques la falaise ! / Qu'il est joli garçon l'assassin de papa, regia Michel Caputo : Chimène

- 1980 Retour en force, regia Jean-Marie Poiré : Thérèse Blaussac, soția lui d'Adrien
- 1980 Certaines nouvelles, regia Jacques Davila : Mayette
- 1980 Une merveilleuse journée, regia Claude Vital : La pharmacienne
- 1981 Le Roi des cons, regia Claude Confortès : Denise
- 1981 Si ma gueule vous plaît..., regia Michel Caputo : Denise Lemoine, portăreasa
- 1982 On n'est pas sorti de l'auberge, regia Max Pécas : Geneviève, soția lui Félix
- 1983 Cap Canaille, regia Juliet Berto et Jean-Henri Roger : Mireille Kebadjan
- 1983 La Bête noire, regia Patrick Chaput : Antonia, ex-soția lui Boissieu
- 1983 Un bon petit diable, regia Jean-Claude Brialy : Betty
- 1984 Canicule, regia Yves Boisset : Ségolène
- 1984 Gwendoline, regia Just Jaeckin : regina
- 1985 Le Pactole, regia Jean-Pierre Mocky : mama Annei
- 1985 L'Effrontée, regia Claude Miller : Léone
- 1986 Inspecteur Lavardin, regia Claude Chabrol : Hélène Mons
- 1987 : Waiting for the Moon, regia Jill Godmilow : Fernande Olivier
- 1987 : Masques, regia Claude Chabrol : maseuza
- 1988 : Deux minutes de soleil en plus, regia Gérard Vergez
- 1988 : Les Saisons du plaisir, regia Jean-Pierre Mocky : Jeanne
- 1988 : Une nuit à l'Assemblée Nationale, regia Jean-Pierre Mocky : Mme Dugland
- 1988 : Prisonnières, regia Charlotte Silvera : Nelly
- 1989 : L'Air de rien, regia Mary Jimenez : Constance

- 1990 Boom boom, regia Rosa Vergés
- 1990 Plein fer, regia Josée Dayan : La femme blonde
- 1991 Cherokee, regia Pascal Ortega : dna. Benedetti
- 1991 Sissi la valse des cœurs (Sisi und der Kaiserkuß), regia Christoph Böll : La baronne Von Wrangel
- 1991 Dingo, regia Rolf Heer : Angie Cross
- 1992 Ville à vendre, regia Jean-Pierre Mocky : Claire Derain, inspectoarea
- 1992 Sam suffit, regia Virginie Thévenet : Lucie
- 1994 Le Terminus de Rita, ou Rita, Rocco et Cléopâtre, regia Filip Forgeau
- 1994 Personne ne m'aime, regia Marion Vernoux : Annie
- 1995 Zadoc et le bonheur, regia Pierre-Henry Salfati : Zachie
- 1996 Le Fils de Gascogne, regia Pascal Aubier : propriul rol
- 1996 Rainbow pour Rimbaud, regia Jean Teulé : mama
- 1996 Poulet au gratin „Inspecteur Medeuze”, regia Etienne Dhaene
- 1997 Nous sommes tous encore ici, regia Anne-Marie Miéville : Calliclès
- 1997 Généalogies d'un crime, regia Raoul Ruiz : Esther
- 1997 Sous les pieds des femmes, regia Rachida Krim : Suzanne
- 1999 Rien sur Robert, regia Pascal Bonitzer : Mme Sauvage
- 1999 Recto/Verso, ou Les Caméléons, regia Jean-Marc Longval : Yolande

- 2000 Un possible amour, regia Christophe Lamotte : La mère de Jacques
- 2002 Les Amants du Nil, regia Éric Heumann : Sophie Frendo
- 2002 Les Petites Couleurs, regia Patricia Plattner : Mona
- 2003 Ripoux 3, regia Claude Zidi : Carmen
- 2006 Prête-moi ta main, regia Éric Lartigau : Geneviève Costa
- 2006 Les Aiguilles rouges, regia Jean-François Davy : L'infirmière
- 2006 Le Prestige de la mort, regia Luc Moullet : Marie-Anne
- 2007 Les petites vacances, regia Olivier Peyon : Danièle
- 2008 48 heures par jour, regia Catherine Castel : Mélina
- 2008 Mes amis, mes amours, regia Lorraine Lévy : Yvonne
- 2008 Nos *18 ans, regia Frédéric Berthe : Adèle
- 2008 La Première Étoile, regia Lucien Jean-Baptiste : Mme Morgeot
- 2009 Bazar, regia Patricia Plattner : Gabrielle
- 2009 Tricheuse, regia Jean-François Davy : Mme Paroquet

- 2011 Le Skylab, regia Julie Delpy : Mamie
- 2012 Paulette, regia Jérôme Enrico : Paulette
- 2013 Attila Marcel, regia Sylvain Chomet